# Thelaira bryanti
Thelaira bryanti là một loài ruồi trong họ Tachinidae.